# Carals

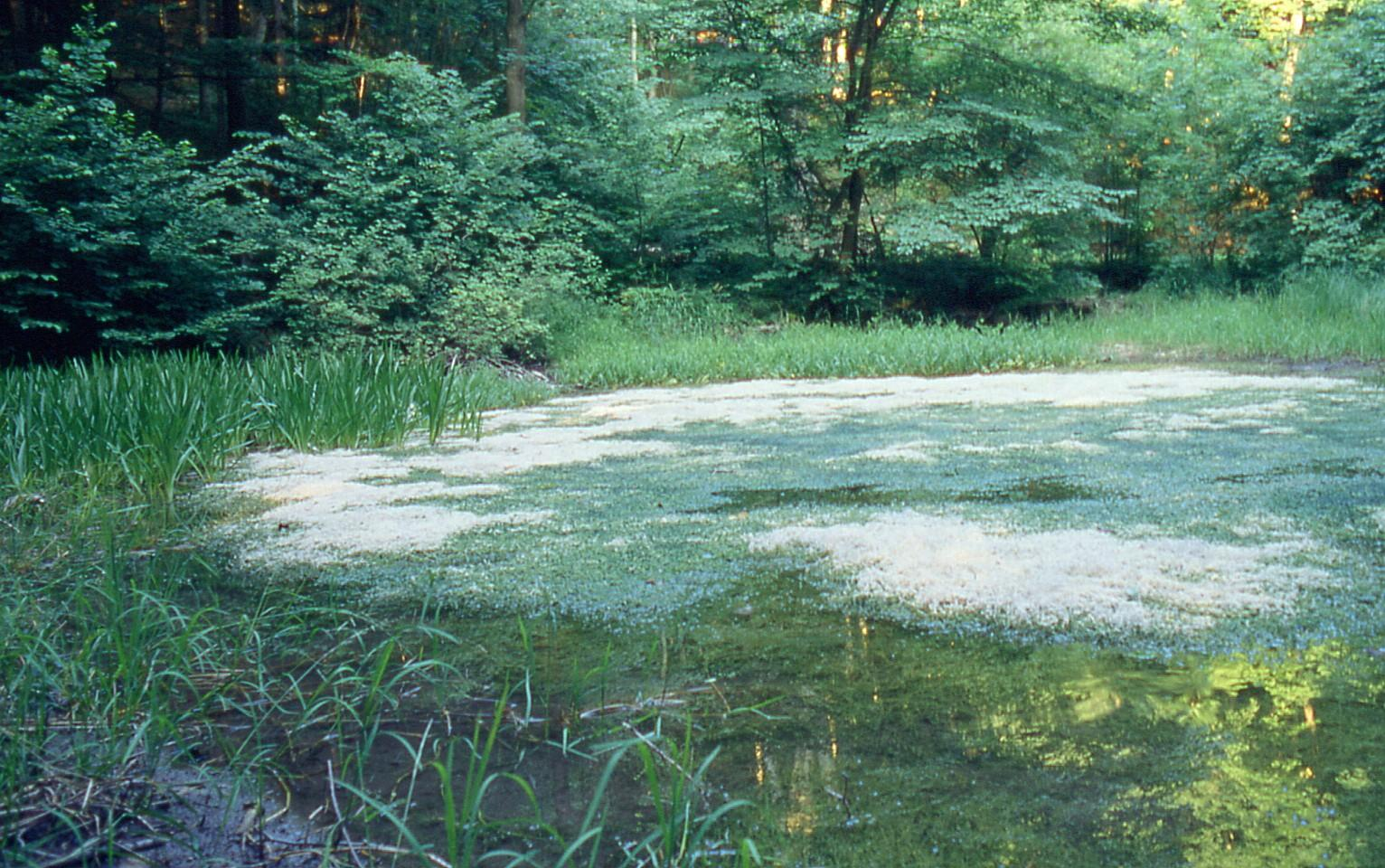
Crosta de Chara spec. a una bassa a la primavera

Les carals (Charales) són un ordre d'algues verdes d'aigua dolça. A tot el món hi ha unes 400 espècies de carals.

La família de carals Characeae formen la principal vida vegetal en alguns llacs de cràters de volcans a Nicaragua, el peix introduït tilapia (Oreochromis niloticus) consumeix totes les Characeae del Llac Apoyo.

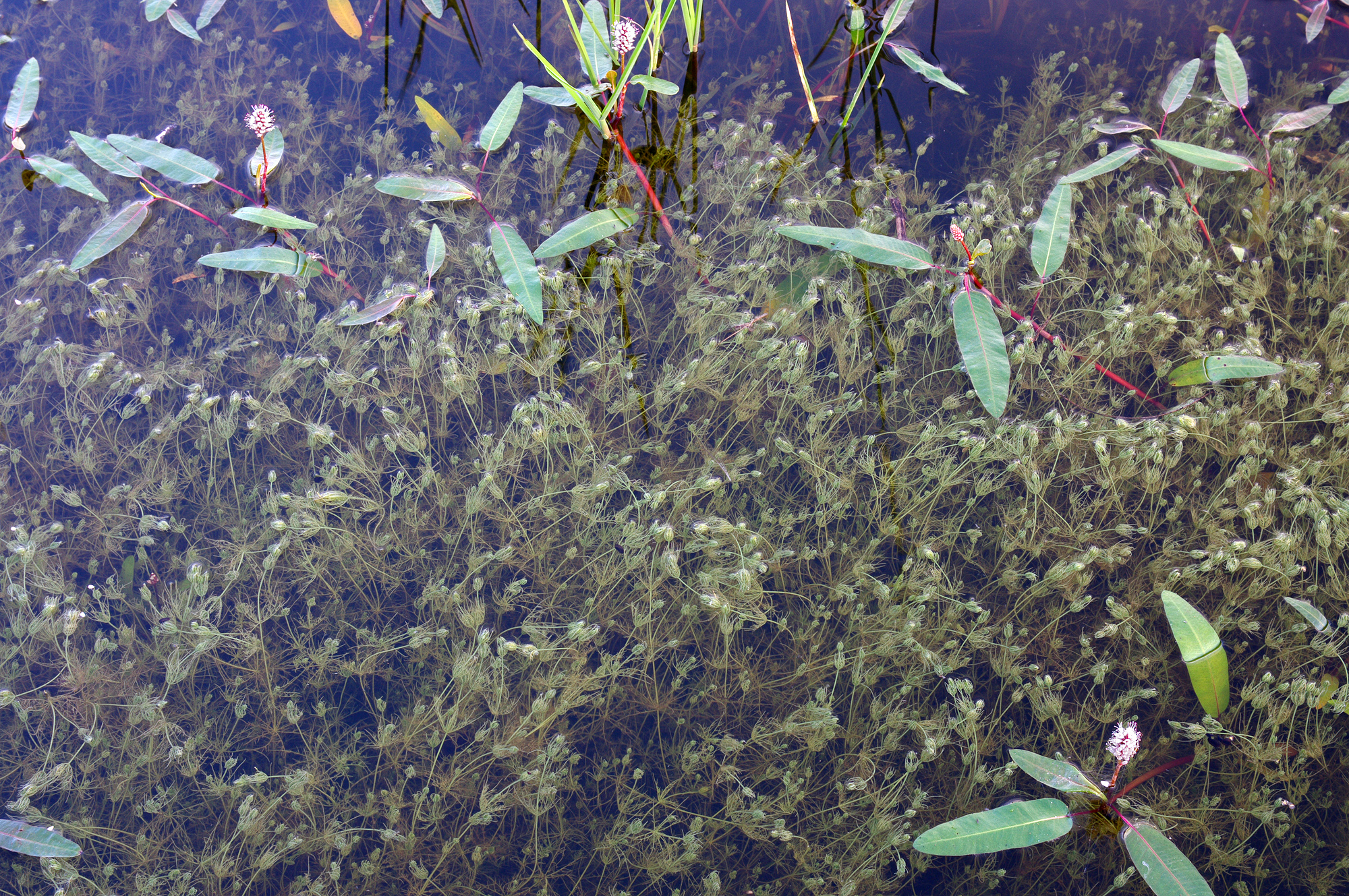
Prat submergit de Chara vulgaris

## Taxonomia
El nivell més alt de classificació de les algues verdes estava sense establir en febrer de 2022. En 2024 AlgaeBase situa Charales dins la classe Charophyceae i aquesta dins del phyllum Charophyta.

### Famílies
El nombre de famílies i llurs divisions en gèneres varia. En agost de 2024, AlgaeBase proposava dos subordres:
1. Charineae. Famílies (4) Characeae, Clavatoraceae, Porocharaceae, Raskyellaceae.
2. Palaeocharineae. Famílies (2) Eocharaceae, Palaeocharaceae.

AlgaeBase situa el gènere Nitellopsis, que té espècies existents i extintes, a la família Feistiellaceae. Altres fonts situen Nitellopsis a la família Characeae, amb Feistiellaceae contenint només espècies fòssils , de manera que totes les espècies existents pertanyen a la família Characeae.
Segons Algabase, el phyulum Charophyta conté 6 classes, 313 gèneres i 5583 espècies. (704 fòssils i 1879 no extintes)

## Registre fòssil
S'han trobat cossos fòssils de representants de l'ordre de Charales, però són rars. La conca sedimentària del Maestrat n'és un d'ells. El registre fòssil de Carals està format principalment per girogonits, és a dir, cossos fructífers calcificats o, més exactament, cèl·lules espirals calcificades que envolten les oòspores. Cal assenyalar que els girogonits són estudiats pels paleontòlegs, però gairebé mai es destrueixen (utilitzant àcids) durant la investigació neontològica per alliberar les oòspores.
El primer representant conegut de Charales és Eochara wickedenii Choquette del Devonià mitjà.[9] La família Characeae comença a dominar els conjunts fòssils al Paleogen o potser ja a finals del Cretaci.